# Normanby (Redcar and Cleveland)
Normanby – wieś w Anglii, w hrabstwie ceremonialnym North Yorkshire, w dystrykcie (unitary authority) Redcar and Cleveland. Leży 67 km na północ od miasta York i 346 km na północ od Londynu.